# ذي نصيع (العدين)

تعديل مصدري - تعديل

ذي نصيع محلة تابعة لقرية الجرار، التابعة لعزلة شلف بمديرية العدين إحدى مديريات محافظة إب في الجمهورية اليمنية، بلغ تعداد سكانها 133 حسب تعداد اليمن لعام 2004.